# Urbisaglia
Urbisaglia là một đô thị thuộc tỉnh Macerata trong vùng Marche nước Ý. Đô thị này có diện tích 22 km², dân số 2768 người.
Đô thị này giáp các đô thị sau: Colmurano, Corridonia, Loro Piceno, Petriolo, Tolentino.